# Grindley
Grindley – przysiółek w Anglii, w Staffordshire. Leży 12,9 km od miasta Stafford, 23 km od miasta Stoke-on-Trent i 196,4 km od Londynu. W latach 1870–1872 osada liczyła 101 mieszkańców.